# Fiano
För andra betydelser, se Fiano (olika betydelser).
Fiano är en ort och kommun i storstadsregionen Turin, innan 2015 provinsen Turin, i regionen Piemonte, Italien. Kommunen hade 2 679 invånare (2017).